# Cocastrauch

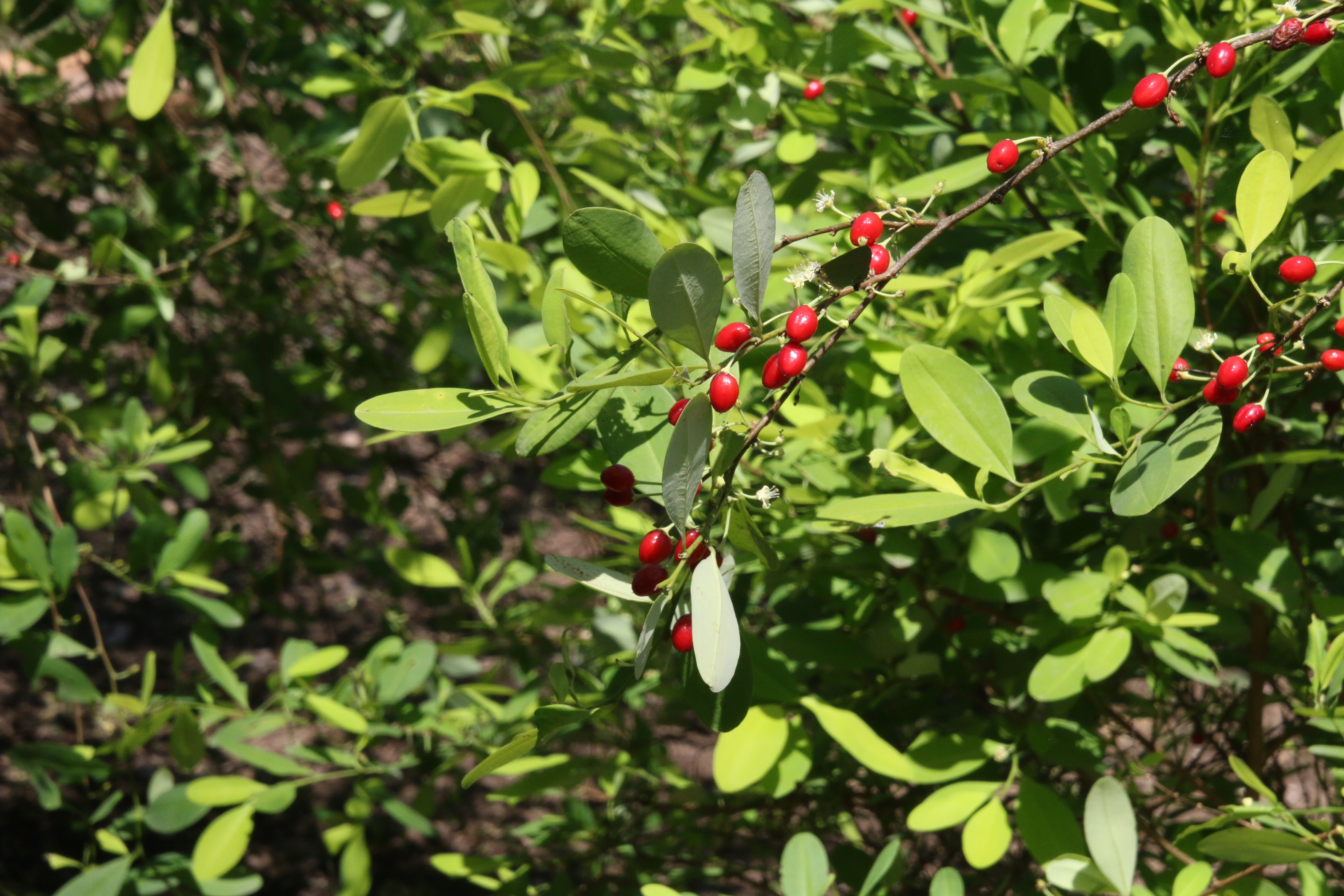
Coca-Strauch (Erythroxylum coca) mit Blättern und Früchten

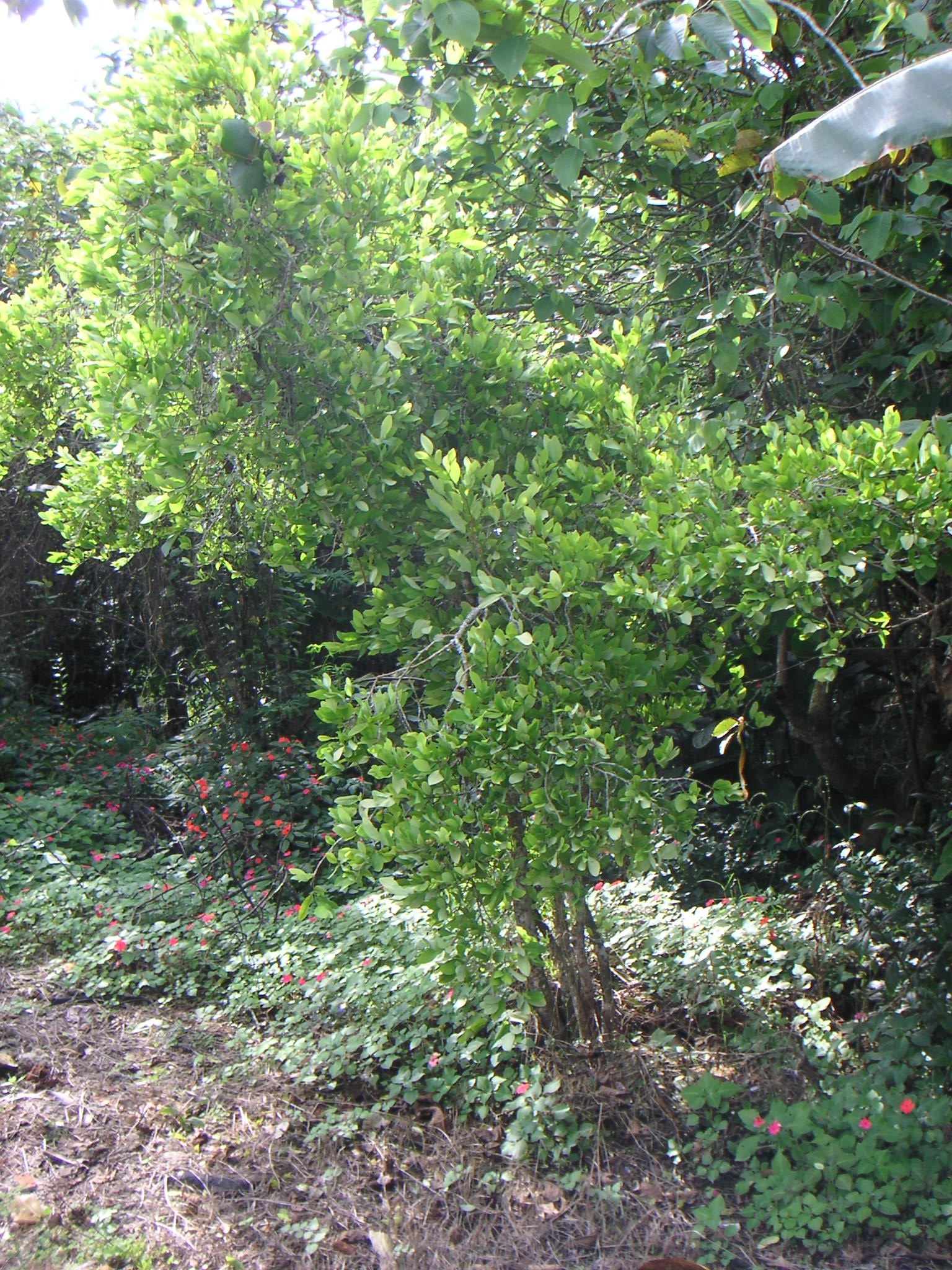
Cocastrauch in Kolumbien

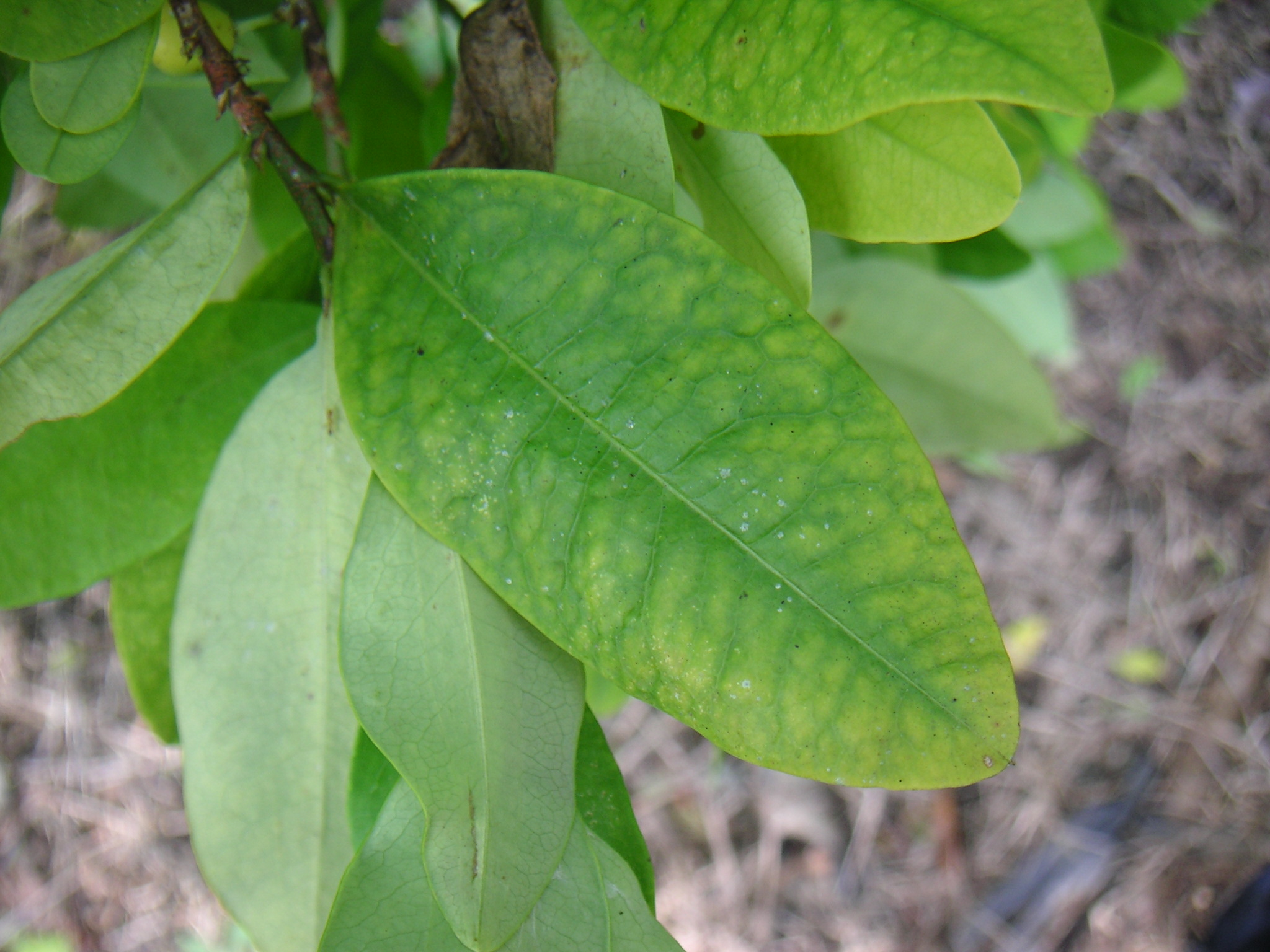
Cocablätter

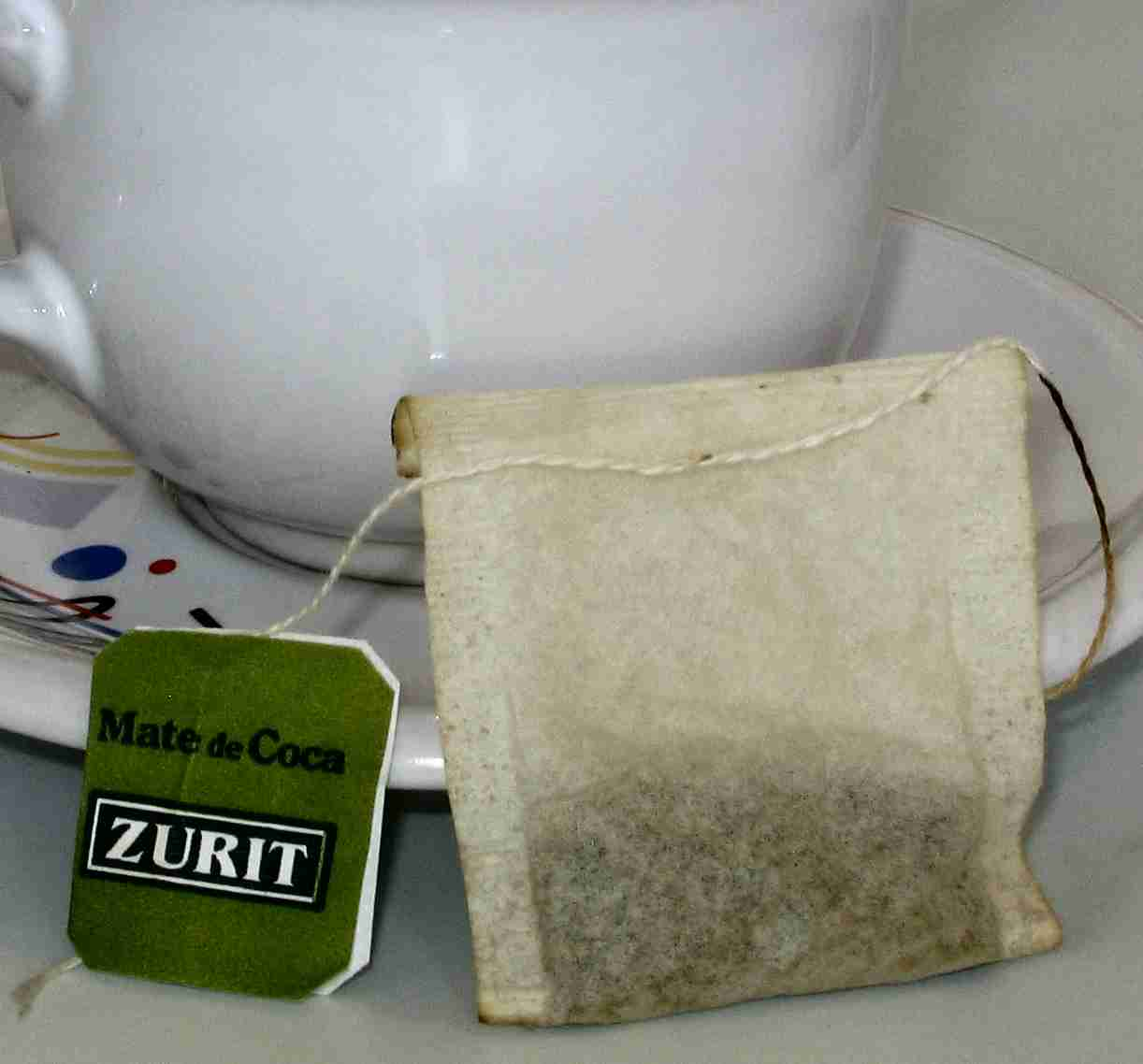
Mate de Coca (Teebeutel)

Der Cocastrauch (Erythroxylum coca) oder Kokastrauch, genannt auch Kokapflanze, ist eine Pflanzenart, die zur Familie der Rotholzgewächse (Erythroxylaceae) gehört.

## Beschreibung
Der Cocastrauch ist ein immergrüner, bis 2,5 m hoher Strauch, der im Anbau als Nutzpflanze niedrig gehalten wird. Er hat eine rötliche Rinde.
Die einfachen und kurz gestielten, kahlen, ledrigen Laubblätter sind wechselständig, elliptisch oder eiförmig bis verkehrt-eiförmig, spatelförmig, ganzrandig und 5 bis 15 cm lang. Die Blätter sind unterseits heller, glauk. Sie sind abgerundet bis rundspitzig oder spitz, manchmal auch eingebuchtet, aber oft stachelspitzig. Der Blattstiel sitzt basal an einem „Gelenk“. Die Nervatur ist fein gefiedert, erscheint jedoch „dreizählig“, mit zwei feinen, parallel zur Mittelader verlaufenden „Linien“. Diese zwei feinen „Linien“ sind jedoch keine Adern, sondern Verdickungen aufgrund der Knospenlage. Es sind kleine Nebenblätter vorhanden.
Der Cocastrauch ist distyl. Aus den Blattachseln wachsen 1 bis 5 unscheinbare, kleine gelbliche und zwittrige, fünfzählige, gestielte Blüten mit doppelter Blütenhülle. Es sind zwei Tragblätter unten am Blütenstiel vorhanden. Die dicklichen, freien Kronblätter haben innen im unteren Teil eine lange dreispitzige Schuppe, Zunge. Es sind 10 an der Basis verwachsene Staubblätter in zwei Kreisen vorhanden. Aus dem oberständigen, dreikammerigen Fruchtknoten mit drei Griffeln entwickeln sich kleine, einsamige, rote und glatte, eiförmige bis ellipsoide Steinfrüchte mit beständigem Kelch.
Die Chromosomenzahl beträgt 2n = 24.

## Verbreitung
Die Heimat des Cocastrauches liegt an den Osthängen der Anden von Peru, Bolivien bis Kolumbien. Hier wächst der Cocastrauch in Höhen zwischen 300 und 2000 m ü.d.M. Diese Länder sind auch heute noch die Hauptanbaugebiete für Coca mit einem Anteil an der weltweiten Ernte (Stand 2010) von 45,4 % in Peru, 39,3 % in Kolumbien und 15,3 % Bolivien.
Mitte des 19. Jahrhunderts wurde der Cocastrauch auch in Indien, Ceylon und Java eingeführt und ist bis heute in vielen anderen Weltgegenden, in denen ein Anbau möglich ist, verbreitet.
Er wird zur Blättergewinnung in Peru, Bolivien, Brasilien, Kolumbien, Teilen von Afrika, Indonesien, Indien und Sri Lanka in Höhen von 500 bis 1200 m über dem Meer angebaut. Die Ausfuhr seiner Samen aus diesen Ländern ist durchweg verboten, so dass diese nur schwer zu erhalten sind.
Der Cocastrauch wächst besonders gut auf humusreichen lockeren Lehmböden, außerdem benötigt er eine hohe Luftfeuchtigkeit und viel Niederschlag. Anders als Erythroxylum novogranatense benötigt Erythroxylum coca saure Böden mit pH-Werten unter 5.5, idealerweise pH 3.5. Das entspricht dem typischen pH-Wert von Rhododendronerden. Bei pH-Werten von 6.5 und darüber treten meist Chlorose und Blattdeformationen auf und die Pflanzen sterben oft ab.

## Spezies und Evolution
Das Pflanzengenus Erythroxylum umfasst ungefähr 250 Arten. Auch Erythroxylum novogranatense, die in geringerer Höhe wächst, enthält Kokain. Sie wird in Kolumbien, Venezuela und Indien angebaut.
Erythroxylum australe ist eine in Australien beheimatete Pflanze, die kein Kokain enthält. Trotzdem ist der Anbau aller Erythroxylum-Pflanzen in Queensland verboten, einschließlich der einheimischen Art.
Eine neue und gegen das Herbizid Roundup resistente Variante des Cocastrauchs namens „Boliviana negra“ wurde vor kurzem entdeckt. Durch die massive Anwendung von Roundup zum Zwecke der Bekämpfung des Koka-Anbaus wurde sie durch selektive Züchtung verschiedener Arten gewonnen und gewinnt nun an Beliebtheit unter Koka-Bauern.

## Inhaltsstoffe
Getrocknete Cocablätter enthalten ca. 0,5 bis 2,5 % Alkaloide, Coca-Alkaloide, davon bestehen bis zu drei Viertel aus Kokain.
Außerdem enthalten sie relativ große Mengen an Kohlenhydraten, Calcium sowie Proteinen, Eisen, Vitamin A und Vitamin B2. Für die ansässige indigene Bevölkerung war die Pflanze bis zur Ankunft der spanischen Conquistadores die einzige reichhaltige Calcium-Quelle.

(−)-Kokain, ein Alkaloid in Cocablättern[8]
(−)-Ecgonin, ein Alkaloid in Cocablättern[8]

### Verwendung
Das Kauen von Cocablättern ist in den Anden sowie im Tiefland des Gran Chaco seit Jahrhunderten verbreitet. Die Blätter werden als Genussmittel, als Nahrungsergänzungsmittel und für kultische und medizinische Zwecke genutzt. Sie helfen, Hunger, Müdigkeit und Kälte zu verdrängen und sind sehr wirksam gegen die Höhenkrankheit, da sie die Sauerstoffaufnahme verbessern. Auch hatten die Cocablätter eine spirituelle Bedeutung. Die gekauten Blätter bilden, zusammen mit Kalk und anderen Hilfssubstanzen (zum Beispiel Pflanzenasche, Quechua llipt’a), eine sogenannte bola. Zur Herstellung der llipt’a dienen verschiedene Pflanzenarten, darunter Chenopodium quinoa (ilucta), Chenopodium pallidicaule und Baccharis-Arten.
Untersuchungen haben darüber hinaus gezeigt, dass beim Kauen von Cocablättern der von der Andenbevölkerung jeweils praktizierte Zusatz von Kalk das ursprünglich in den Blättern vorhandene Alkaloid Kokain durch alkalische Hydrolyse in das Alkaloid Ecgonin umwandelt, ein Alkaloid, dem jedes Suchtpotenzial fehlt. Diese Untersuchungen sind auch eine Erklärung dafür, dass das Kauen von Cocablättern unter Zusatz von Kalk auch über lange Zeit bei der Andenbevölkerung keinerlei Abhängigkeit entstehen lässt, während im Gegensatz dazu die in den westlichen Ländern geübte Praxis, Kokain als Reinsubstanz zu sich zu nehmen, nach einiger Zeit Sucht erzeugen kann.
Beim Aufbringen von Speichel auf Wunden nach dem so beschriebenen Kauen von Cocablättern wurde möglicherweise auch schon die lokalanästhetische Wirkung genutzt. Die anästhesierende Wirkung war in Peru wohl auch schon in frühgeschichtlicher Zeit bekannt, wo mit dem Saft der gekauten Blättern gemäß Moodie eine weitgehende Schmerzfreiheit bei Trepanationen erzielt worden sein soll.
Der Tee „Mate de Coca“ ist in Peru und anderen Andenregionen Nationalgetränk. In Peru, Bolivien und im Norden Argentiniens gibt es ihn, fertig in Teebeutel abgepackt, in vielen Supermärkten. Er enthält ca. 1 g getrocknete Cocablätter pro Teebeutel. Seine Wirkung ist mit der von starkem Schwarztee oder Kaffee vergleichbar, außerdem kann er Magenbeschwerden lindern. Sein Geschmack ist eher grasig („grün“) und leicht aminartig. Körperliche bzw. psychische Beschwerden oder Abhängigkeiten – die über die von Kaffee oder Tee hinausgehen – werden im Allgemeinen nicht beobachtet. Die Verarbeitung der Cocablätter zu Tees wird in Peru sogar über die Nationale Koka-Gesellschaft staatlich gefördert.
Da die Teemischung Pflanzenteile der Coca-Pflanze enthält, unterliegt diese dem deutschen Betäubungsmittelgesetz, weshalb allein der Besitz oder die Einfuhr solcher Teebeutel strafbar ist.
Der Eroberer Agustín de Zárate, der im Auftrag von Karl I. die koloniale Macht in Peru festigte, lobte den Effekt des Kokablatts: „Die Indios in den Minen können 36 Stunden unter Tag bleiben, ohne zu schlafen und zu essen“. Die sogenannte Kokasteuer wurde in der Folge zu einem wichtigen Pfeiler der kolonialen Herrschaft. Bis weit hinein ins 20. Jahrhundert blieb Koka ein unabdingbarer Lohnbestandteil der Indios und Mestizen in den Anden. Zum Politikum wurde das Kokablatt erst mit dem Übergreifen des Kalten Krieges auf Südamerika. Bereits 1946 setzte die sowjetische Botschaft in Lima zu einer Kampagne gegen die „Drogensklaverei“ skrupelloser US-Multis an. Auf Anstoß der Minengesellschaft Cerro de Pasco Copper Corporation parierte eine amerikanische Delegation vor den Vereinten Nationen die Attacke mit einer Belehrung über die Vorzüge der althergebrachten Kokasitte.
Der Anbau von Erythroxylum coca durch die Cocaleros, die Cocabauern, ist in den Andenländern nur in bestimmten Mengen legal, die Weiterverarbeitung der Blätter zu Kokain oder seinen Vorprodukten ist verboten. Von 1988 bis 2006 galt in Bolivien das Gesetz 1008, das eine jährliche Anbaufläche von 12.000 Hektar in der Region Yungas bei La Paz für den traditionellen Gebrauch der Blätter erlaubt. Am 19. Dezember 2006 gab der bolivianische Präsident Evo Morales bekannt, dass er bis zum Jahr 2010 20.000 Hektar seines Landes für den Koka-Anbau zur Verfügung stellen wollte. Der Anbau auf den übrigen Flächen wird von der bolivianischen Regierung mit starker Unterstützung der USA bekämpft. Seit der Wahl Evo Morales’ zum Präsidenten Boliviens im Dezember 2005 ist die Drogenpolitik der Regierung noch offen. Morales strebt eine Legalisierung des Cocablattes an, auch um die vielfältigen Nutzungsmöglichkeiten zum Beispiel für Zahnpasta, Shampoo etc. zuzulassen. Die Ausfuhr der Blätter ist verboten. Ausnahmen bilden Exporte für pharmazeutische Firmen.
Mit der 2009 angenommenen bolivianischen Verfassung wurde in Artikel 384 der Cocastrauch, der in seinem Naturzustand kein Betäubungsmittel sei, als kulturelles Erbe, Teil der Biodiversität und Mittel des sozialen Zusammenhalts unter staatlichen Schutz gestellt. Bolivien scheiterte im Januar 2011 mit dem Antrag, den Kokastrauch aus den internationalen Verträgen für die Andenregion und in einem begrenzten Rahmen auszuklammern. Daraufhin kündigte Bolivien im Juni 2011 das Einheitsabkommen über die Betäubungsmittel von 1961, um ihm unter dem Vorbehalt zu Artikel 50 wieder beizutreten, dass es Anbau, Handel und Konsum von Koka-Blättern in seinem Land gestatten darf. Am 11. Januar 2013 wurde Bolivien wieder als Vertragspartei aufgenommen.
Am 17. August 2011 stoppte Peru sein Ausrottungsprogramm, da die Strategie der Ausrottung ein Fehlschlag gewesen sei, der zu mehr Anbau geführt habe. Die Einstellung des Programms sei notwendig, um die Antidrogenstrategie neu zu prüfen.

### Verwendung als Heilpflanze
Als Heildroge dienen die getrockneten Laubblätter, Cocae folium.
Untersuchungen von Bardales im Zentrum für Anden-Biologie in Lima deuten darauf hin, dass Coca-Alkaloide die Atmung in großer Höhe beeinflussen, und dass die Eingeborenen in den Anden sich dadurch an das reduzierte Angebot von Sauerstoff anpassen können.
Wirkstoffe sind:
Ecgonin-Alkaloide mit dem Hauptalkaloid Cocain, daneben Cinnamoylcocain, und Truxilline; Pyrrolidin-Alkaloide wie Hygrin und Cuskygrin; Gerbstoffe, Flavonoide, geringe Mengen ätherisches Öl mit Methylsalicylat.
Anwendungen:
Das Alkaloid Cocain bzw. das im Arzneibuch aufgeführte Cocainhydrochlorid haben örtlich starke schmerzstillende Wirkung. Die Substanzen werden nur noch sehr begrenzt eingesetzt, z. B. bei chirurgischen Eingriffen am Auge.

## Giftigkeit
Hauptwirkstoffe sind die in den Blättern zu 0,5–1,4 % enthaltenen Alkaloide, vor allem das Cocain.
Erythroxylum coca enthält zwei Gruppen von Alkaloiden:
A) Tropin- und Tropin-Carbonsäure-Derivate: Tropacocain, Cocain, Cinnamylcocain. Benzoylecgonin und Truxilline
B) Pyrrolidin-Derivate:
Hygrin, Cuskhygrin und Nicotin.
Durch fortwährend täglichen Konsum kann sich bei Menschen ein amotivationales Syndrom (AMS) oder eine Suchterkrankung ausprägen.

## Entdeckung des Kokains und politische Folgen
Ursprünglich war die berauschende Wirkung des Cocas Mittel zur Aufnahme von Kontakt mit übersinnlichen Mächten. Außerdem wurde es schon von der Indigenen Bevölkerung als schmerzheilendes Medikament genutzt. Eine 1567 in Lima abgehaltene südamerikanische Bischofskonferenz bezeichnete die von Indianern gekauten Kokablätter als „Teufelskraut“, da deren Verwendung als unvereinbar mit der christlichen demütigen Hingabe an das Leiden beurteilt wurde.
Im Jahr 1855 hatte der deutsche Apotheker Friedrich Gaedcke aus den Blättern des Cocastrauchs das Alkaloid Erythroxylin isoliert. 1859 gelang es Albert Niemann, dieses als Kokain rein herzustellen und als schmerzbetäubendes Medikament zu gebrauchen. Kokain wurde im 20. Jahrhundert zu einer verbreiteten Droge. Gleichzeitig wurde der Coca-Anbau zum internationalen Politikum. Die USA machten auf viele lateinamerikanische Länder Druck, den Anbau zu verbieten und die Plantagen zu vernichten. In vielen Ländern führte dies zu einer Existenzbedrohung für die Coca-Bauern. Der Widerstand gegen diese Maßnahmen brachte unter anderem auch Politiker wie Evo Morales hervor, der vom Gewerkschaftsführer der Coca-Bauern zum Präsidenten Boliviens wurde.

## Zubereitungen
Die Blätter werden entweder sofort oder nach kurzer Fermentation getrocknet. Bei der Fermentation werden Glykoside gespalten, die Droge entwickelt dabei einen süßlichen Geschmack. Das als weißliches Pulver bekannte Cocain(-Hydrochlorid) wird aus den frischen oder getrockneten Blättern durch Säure-Base-Extraktion und weitere chemische Aufarbeitung gewonnen.

## Rechtsstatus
Erythroxylum coca (Pflanzen und Pflanzenteile der zur Art Erythroxylum coca (Syn.: Erythroxylum bolivianum) – einschließlich Varietäten, sowie der anderen Erythroxylum-Arten; E. spruceanum und E. novogranatense) ist in der Bundesrepublik Deutschland aufgrund seiner Aufführung in der Anlage II BtMG ein verkehrsfähiges, aber nicht verschreibungsfähiges Betäubungsmittel. Der Umgang ohne Erlaubnis ist grundsätzlich strafbar. Weitere Informationen sind im Hauptartikel Betäubungsmittelrecht in Deutschland zu finden.
Der Cocastrauch fällt unter das internationale Einheitsabkommen über die Betäubungsmittel und die damit verbundenen Beschränkungen.